# Ямінський Борис
Ямінський Борис (нім. Jaminskyi Borys; нар. 28 січня, 1946, Відень Австрія — †23 лютого 2010) — український і австрійський журналіст, український громадсько-політичний і культурний діяч.

## Біографія
Народився 28 січня 1946 року в місті Відень (Австрія).
Закінчив гімназію у Відні, навчався у Віденському університеті, де студіював філософію і журналістику.
У 1975 році працював у віденському осередку Соціал-демократичної партії Австрії.
З 1977 по 1981 роки — прес-секретар Австрійського Федерального міністра з соціальної політики.
У 1982 році — редактор відділу внутрішньої політики Австрійського пресового агентства (АПА).
З 1984 по 2001 роки — праця у Поштовій адміністрації ООН у Відні, головний редактор філателістичного журналу «Faszination». У 1993 році — організатор філателістичної виставки ООН і України в Українському Домі (Київ).
Активний учасник українського громадського життя діаспори в Австрії. Співзасновник Спілки українських філателістів Австрії. Від цієї спілки організував близько 100 філателістичних виставок. Член Українського католицького братства у Відні. З 1992 року — співзасновник і президент Австрійського українського товариства (АУТ).
У 1980—1994 роках — головний редактор українсько-німецького філателістичного журналу «Вісті СУФА».
Від 1995 року — головний редактор українсько-німецького двомовного журналу «Австрійсько-український огляд з Вістями СУФА».
Активно працював у програмі допомоги дітям Чорнобиля.
Ініціював відкриття пам'ятників бранцям концтабору у Ебензее (1995), Іванові Франкові у Відні (1999), українським козакам — визволителям Відня від турецьких військ у 1683 році та інше.
Борис Ямінський помер від серцевого нападу 23 лютого 2010 року.

## Відзнаки і нагороди
- Заслужений філателіст України (1992)
- Заслужений працівник культури України (1993)
- Почесний доктор Львівського національного Університету імені Івана Франка
- Орден України «За заслуги» ІІІ і ІІ ступеня (2000 та 2006 рр.).